# Pardosa ecatli
Espèce
Pardosa ecatli est une espèce d'araignées aranéomorphes de la famille des Lycosidae.

## Distribution
Cette espèce est endémique de l'État de Mexico au Mexique,. Elle se rencontre à Avándaro vers 1 730 m d'altitude dans la Valle de  Bravo.

## Description
Les mâles mesurent de 4,1 à 4,5 mm et les femelles de 4,5 à 6,6 mm.

## Étymologie
Cette espèce est nommée en l'honneur d'Ecatl, fils de Maria-Luisa Jiménez.

## Publication originale
- Jiménez, 1985 : Nuevas descripciones de especies del genero Pardosa grupo "distincta" (Araneae-Lycosidae). Folia Entomologica Mexicana, vol. 63, p. 61-68 (texte intégral).